# ماركو يانكوفيتش
ماركو يانكوفيتش (9 يوليو 1995 بستنيي في الجبل الأسود - ) هو لاعب كرة قدم مونتينيغري في مركز الوسط. شارك مع منتخب الجبل الأسود تحت 17 سنة لكرة القدم ومنتخب الجبل الأسود تحت 19 سنة لكرة القدم ومنتخب الجبل الأسود تحت 21 سنة لكرة القدم. أما مع النوادي، فقد لعب مع نادي أو إف كيه بيوغراد ونادي أولمبياكوس ونادي بارتيزان ونادي ماريبور وFK Teleoptik ‏.

## وصلات خارجية
- ماركو يانكوفيتش على موقع الاتحاد الأوربي (الإنجليزية)
- ماركو يانكوفيتش على موقع قاعدة بيانات كرة القدم.إي يو (الإنجليزية)
- ماركو يانكوفيتش على موقع ناشيونال فوتبول تيمز (الإنجليزية)
- ماركو يانكوفيتش على موقع Soccerbase.com (لاعب) (الإنجليزية)
- ماركو يانكوفيتش على موقع Soccerway.com (الإنجليزية)